# Garaeus acuminaria
Garaeus acuminaria är en fjärilsart som beskrevs av John Henry Leech 1897. Garaeus acuminaria ingår i släktet Garaeus och familjen mätare. Inga underarter finns listade i Catalogue of Life.